# Banco Internacional de São Tomé e Príncipe
El Banco Internacional de São Tomé e Príncipe (BISTP) és el banc comercial més gran i més antic de São Tomé i Príncipe. Consisteix en una oficina central i tretze sucursals.

## Història
El banc es va formar quan el 3 de març de 1993 el govern va convertir el Banc Nacional de São Tomé i Príncipe en un banc central pur, separant-ne el banc de desenvolupament i el banc de comerç. Per establir el BISTP el govern v a unir els dos bancs portuguesos el Banco Nacional Ultramarino i el Banco Totta e Açores. El govern es va quedar amb el 42% de les participacions i els altres dos bancs van compartir el 52%. (El govern havia creat el Banc Nacional de São Tomé i Príncipe en 1975 al marge del Banco Nacional Ultramarino. El banc, en cert sentit, podia tenir un seguiment històric des de l'entrada del Banc Nacional Ultramarino en 1868).
El banc portuguès Caixa Geral de Depósitos, que havia adquirit el Banco Nacional Ultramarino el 1988, se'l va fusionar totalment en 2001. En 1999 el Banco Santander va adquirir el Banc Totta e Açores i traslladà els seus actius al BISTP a Caixa Geral de Depósitos, que aleshores posseïa el 52% de BISTP. Fins al 2003 fou l'únic banc comercial privat que operava a São Tomé i Príncipe. En 2007 començà a expandir-se i de les tres agències que tenia aleshores passà a tenir-ne tretze en 2014.
En 2009 anuncià que posava en marxa el servei de consulta ràpida a internet amb oferta de crèdits anomenat BISTP KWA Non.